# 아만드 캘리즈

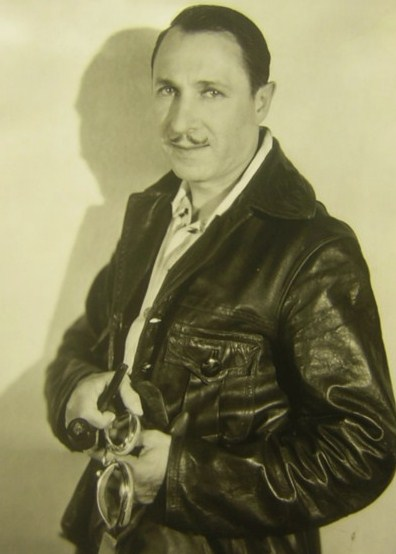

아만드 캘리즈(Armand Kaliz, '1882년 또는 1883년' 10월 23일 ~ 1941년 2월 1일)는 폴란드 출신의 미국 배우이다.
바르샤바에서 태어났으며 베벌리힐스에서 사망하였다. 사인은 심근 경색이다.

## 영화
- 미인극장 (1941년)
- 비터 스윗 (1940년)
- 니노치카 (1939년)
- 골드 디거 인 파리 (1938년)
- 더 킹 앤 더 코러스 걸 (1937년) - 씨어터 매니저 역
- 캣 앤 더 피들 (1934년)
- 패션스 오브 1934 (1934년)
- 조지 화이트의 스캔달 (1934년)
- 플라잉 다운 투 리오 (1933년)
- 쓰리 와이즈 걸스 (1932년)
- 멘 오브 더 스카이 (1931년)
- 키스 미 어게인 (1930년)
- 리틀 시저 (1930년) - 보스 역
- 브로드웨이 베이비스 (1929년)
- 브로드웨이의 황금광들 (1929년)